# ФК Партизан сезона 2011/12.
ФК Партизан сезона 2011/12. обухвата све резултате и остале информације везане за наступ Партизана у сезони 2011/12.
У овој сезони ФК Партизан је сакупио 31 победу, 4 нерешених и 6 пораза.

## Играчи

### Састав
Од 14. марта 2011.
| Бр. |                    | Позиција | Играч                                   |
| --- | ------------------ | -------- | --------------------------------------- |
| 2   | Србија             | О        | Александар Миљковић                     |
| 3   | Србија             | О        | Иван Стевановић (на позајмици из Сошоа) |
| 4   | Сијера Леоне       | С        | Мохамед Камара                          |
| 5   | Србија             | С        | Љубомир Фејса                           |
| 6   | Србија             | О        | Војислав Станковић                      |
| 7   | Србија             | С        | Немања Томић                            |
| 8   | Србија             | С        | Радосав Петровић                        |
| 12  | Србија             | Г        | Живко Живковић                          |
| 13  | Србија             | О        | Марко Јовановић                         |
| 14  | Србија             | С        | Дарко Брашанац                          |
| 15  | Црна Гора          | О        | Стефан Савић                            |
| 18  | Северна Македонија | О        | Александар Лазевски                     |
| 19  | Србија             | Н        | Милош Богуновић                         |

| Бр. |        | Позиција | Играч                                     |
| --- | ------ | -------- | ----------------------------------------- |
| 20  | Србија | О        | Младен Крстајић                           |
| 22  | Србија | С        | Саша Илић                                 |
| 23  | Србија | С        | Александар Давидов                        |
| 25  | Србија | С        | Стефан Бабовић                            |
| 27  | Уганда | О        | Џозеф Кизито                              |
| 28  | Гана   | Н        | Принц Тејго                               |
| 31  | Србија | Н        | Марко Шћеповић                            |
| 33  | Србија | Г        | Радиша Илић                               |
| 40  | Гана   | Н        | Доминик Адија                             |
| 77  | Србија | Н        | Ивица Илиев                               |
| 80  | Србија | С        | Звонимир Вукић                            |
| 88  | Србија | Г        | Владимир Стојковић                        |
| 99  | Србија | С        | Милан Смиљанић (на позајмици из Еспањола) |

## Резултати

### Табела
|  | М | Клуб          | Одиг. | Поб. | Нер. | Пор. | ГД | ГП | ГР  | Бод. |
|  | - | ------------- | ----- | ---- | ---- | ---- | -- | -- | --- | ---- |
|  | 1 | Партизан      | 30    | 26   | 2    | 2    | 67 | 12 | +55 | 80   |
|  | 2 | Црвена звезда | 30    | 21   | 5    | 4    | 57 | 18 | +39 | 68   |
|  | 3 | Војводина     | 30    | 14   | 10   | 6    | 44 | 26 | +18 | 52   |
|  | 4 | Јагодина      | 30    | 14   | 9    | 7    | 34 | 20 | +14 | 51   |

Легенда:
| Датум               | Место                   | Гледалаца | Противник        | Резултат | Стрелци за Партизан                                                   | Такмичење                      |
| 13. јул 2011.       | Београд, Србија         | 15.324    | Шкендија         | 4:0      | Вукић (48.) Едуардо (58.) Шћеповић (74.) Бериша (76.) (а.г.)          | Квалификације за Лигу шампиона |
| 20. јул 2011.       | Скопље, Македонија      | 5.000     | Шкендија         | 1:0      | Јованчић (68.)                                                        | Квалификације за Лигу шампиона |
| 26. јул 2011.       | Генк, Белгија           | 12.735    | Генк             | 1:2      | Томић (65.)                                                           | Квалификације за Лигу шампиона |
| 3. август 2011.     | Београд, Србија         | 24.551    | Генк             | 1:1      | Томић (40.)                                                           | Квалификације за Лигу шампиона |
| 13. август 2011.    | Београд, Србија         | 10.525    | Нови Пазар       | 5:0      | Едуардо (15.) Томић (45.) Илић (53.) Л. Марковић (83.) Бабовић (86.)  | Суперлига                      |
| 20. август 2011.    | Даблин, Република Ирска | 4.650     | Шамрок роверси   | 1:1      | Томић (14.)                                                           | Квалификације за Лигу Европе   |
| 21. август 2011.    | Ужице, Србија           | 10.000    | Слобода Ужице    | 1:2      | Аксентијевић (30.)                                                    | Суперлига                      |
| 25. август 2011.    | Београд, Србија         | 13.706    | Шамрок роверси   | 1:2      | Волков (35.)                                                          | Квалификације за Лигу Европе   |
| 28. август 2011.    | Београд, Србија         | 6.832     | ОФК Београд      | 3:0      | Л. Марковић (59.) Дијара (83, 90+3.)                                  | Суперлига                      |
| 10. септембар 2011. | Јагодина, Србија        | 4.000     | Јагодина         | 1:0      | Томић (79. пен.)                                                      | Суперлига                      |
| 17. септембар 2011. | Београд, Србија         | 6.175     | Хајдук Кула      | 2:0      | Томић (10, 47.)                                                       | Суперлига                      |
| 21. септембар 2011. | Нови Пазар, Србија      | 8.000     | Нови Пазар       | 3:0      | Томић (28.) Илић (55.) Вукић (82.)                                    | Куп Србије                     |
| 24. септембар 2011. | Београд, Србија         | 6.199     | Рад              | 1:0      | Едуардо (26.)                                                         | Суперлига                      |
| 1. октобар 2011.    | Нови Сад, Србија        | 10.000    | Војводина        | 2:1      | Л. Марковић (2.) Шћеповић (20.)                                       | Суперлига                      |
| 15. октобар 2011.   | Београд, Србија         | 6.199     | Спартак Суботица | 2:0      | Вукић (29. пен. 41.)                                                  | Суперлига                      |
| 22. октобар 2011.   | Ивањица, Србија         | 2.500     | Јавор Ивањица    | 2:0      | Л. Марковић (45.) Вукић (62.)                                         | Суперлига                      |
| 26. октобар 2011.   | Београд, Србија         | 2.968     | Металац          | 3:1      | Вукић (7, 10.) Бабовић (90+4.)                                        | Куп Србије                     |
| 29. октобар 2011.   | Београд, Србија         | 2.910     | Смедерево        | 3:1      | Вукић (32.) Шћеповић (39.) Л. Марковић (79.)                          | Суперлига                      |
| 1. новембар 2011.   | Београд, Србија         | 2.000     | БСК Борча        | 1:0      | Шћеповић (27.)                                                        | Суперлига                      |
| 19. новембар 2011.  | Београд, Србија         | 2.910     | Борац Чачак      | 5:1      | Томић (17, 76.) Л. Марковић (33.) Вукић (65.) Младеновић (85.) (а.г.) | Суперлига                      |
| 23. новембар 2011.  | Београд, Србија         | 1.000     | ОФК Београд      | 2:0      | Дијара (6.) Л. Марковић (55.)                                         | Куп Србије                     |
| 26. новембар 2011.  | Београд, Србија         | 45.355    | Црвена звезда    | 2:0      | Вукић (71.) Шћеповић (78.)                                            | Суперлига                      |
| 3. децембар 2011.   | Београд, Србија         | 7.953     | Раднички 1923    | 3:0      | Вукић (27.) Маркеш (48.) Иванов (62.)                                 | Суперлига                      |
| 10. децембар 2011.  | Горњи Милановац, Србија | 1.500     | Металац          | 3:0      | Едуардо (10.) Бабовић (42.) Вукић (52.)                               | Суперлига                      |
| 2. март 2012.       | Нови Пазар, Србија      | 8.500     | Нови Пазар       | 1:1      | Дијара (48.)                                                          | Суперлига                      |
| 10. март 2012.      | Београд, Србија         | 21.453    | Слобода Ужице    | 0:0      |                                                                       | Суперлига                      |
| 14. март 2012.      | Београд, Србија         | 5.000     | ОФК Београд      | 2:1      | Томић (28.) Иванов (44.)                                              | Суперлига                      |
| 17. март 2012.      | Београд, Србија         | -         | Јагодина         | 4:0      | Илић (1, 54.) Дијара (10, 44.)                                        | Суперлига                      |
| 21. март 2012.      | Београд, Србија         | 48.637    | Црвена звезда    | 0:2      |                                                                       | Куп Србије                     |
| 25. март 2012.      | Кула, Србија            | 5.000     | Хајдук Кула      | 2:0      | Томић (33. пен. 89.)                                                  | Суперлига                      |
| 31. март 2012.      | Београд, Србија         | 3.500     | Рад              | 4:1      | Иванов (6.) Дијара (14, 43.) Бабовић (33.)                            | Суперлига                      |
| 4. април 2012.      | Београд, Србија         | 12.000    | Војводина        | 4:1      | Томић (57.) Вукић (66. пен. 90+2.) Волков (87.)                       | Суперлига                      |
| 7. април 2012.      | Суботица, Србија        | 8.000     | Спартак Суботица | 2:1      | Едуардо (48.) Вукић (62.)                                             | Суперлига                      |
| 11. април 2012.     | Београд, Србија         | 24.651    | Црвена звезда    | 0:2      |                                                                       | Куп Србије                     |
| 14. април 2012.     | Београд, Србија         | -         | Јавор Ивањица    | 2:1      | Вукић (7.) Томић (72.)                                                | Суперлига                      |
| 21. април 2012.     | Смедерево, Србија       | 6.000     | Смедерево        | 2:0      | Илић (86.) Манга (90+3.)                                              | Суперлига                      |
| 25. април 2012.     | Београд, Србија         | 4.000     | БСК Борча        | 2:0      | Дијара (12.) Вукић (52.)                                              | Суперлига                      |
| 29. април 2012.     | Чачак, Србија           | 3.000     | Борац Чачак      | 4:0      | С. Марковић (10.) Иванов (63.) Дијара (80, 83.)                       | Суперлига                      |
| 5. мај 2012.        | Београд, Србија         | 20.000    | Црвена звезда    | 0:1      |                                                                       | Куп Србије                     |
| 12. мај 2012.       | Крагујевац, Србија      | 9.000     | Раднички 1923    | 1:0      | Бабовић (20.)                                                         | Суперлига                      |
| 20. мај 2012.       | Београд, Србија         | -         | Металац          | 1:0      | Дијара (45.)                                                          | Суперлига                      |